# 8961 Schoenobaenus
8961 Schoenobaenus (2702 P-L) là một tiểu hành tinh nằm phía ngoài của vành đai chính được phát hiện ngày 24 tháng 9 năm 1960 bởi C. J. van Houten, I. van Houten-Groeneveld, T. Gehrels ở Palomar.